# 剃刀
剃刀（ていとう、かみそり）とは、皮膚の表面の髪や体毛、髭を除去するための刃物のことである。手動式と電動式がある。電動式は主に男性の髭を剃るために用いられる。
語源は「髪剃り」から来ており、飛鳥時代に日本に伝来した当初は出家の際に髪を剃るための仏教の法具として使用されていたためである。

## 直刃剃刀

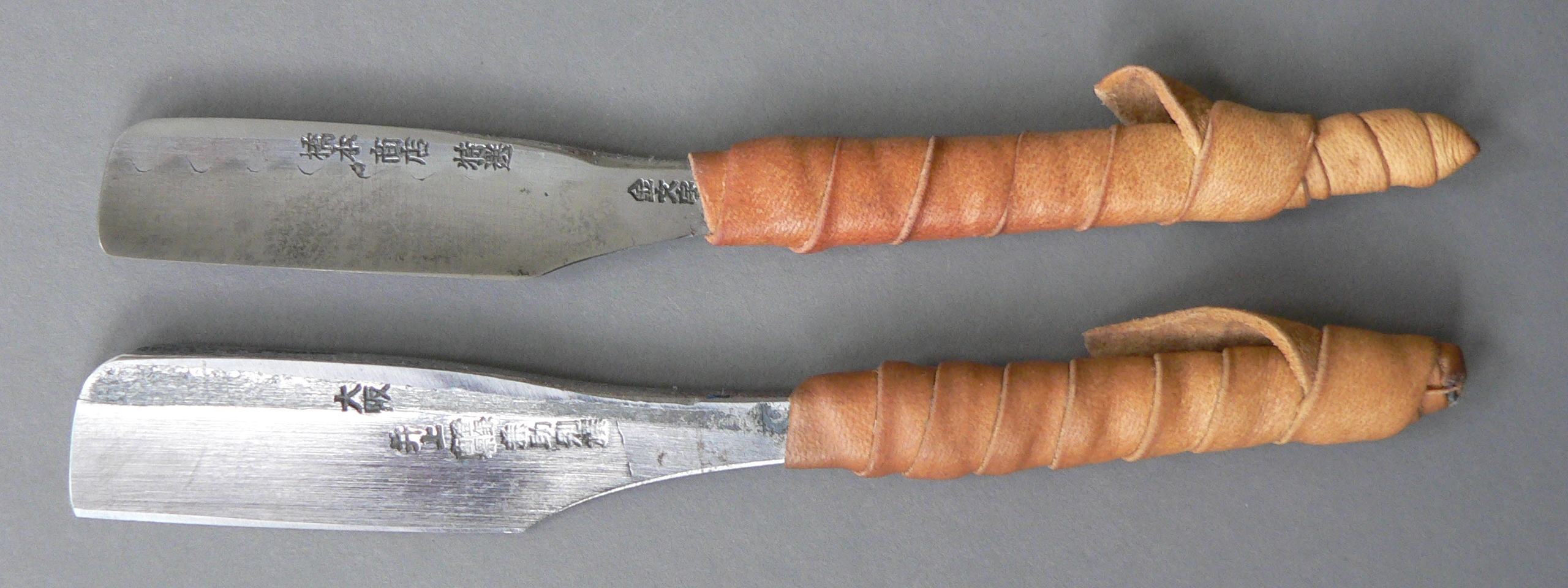
伝統的な日本式カミソリ

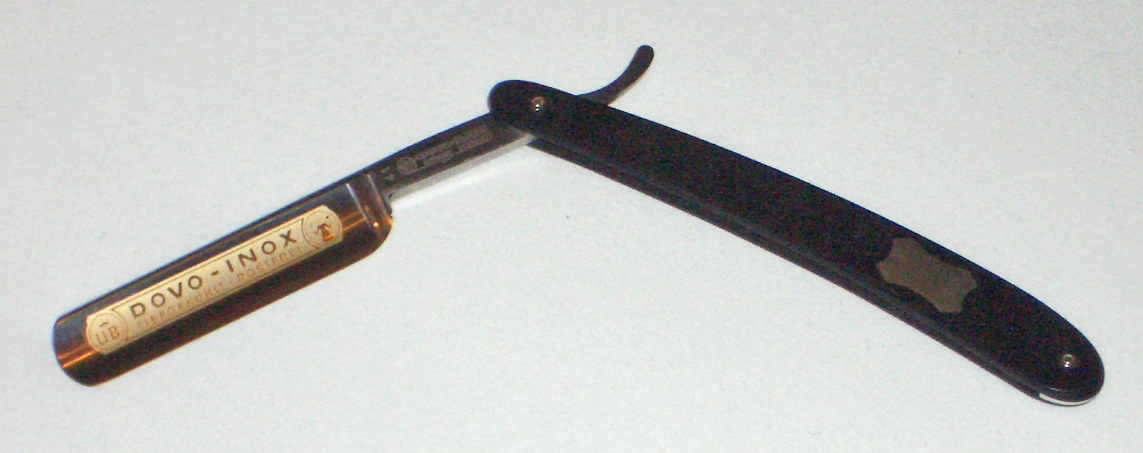
伝統的な西洋剃刀

人類が剃刀を発明したのは非常に古く、石器時代の遺跡からも貝殻やサメの歯、火打石などで作られた剃刀が出土している。エジプトでは墳墓から紀元前4世紀の金や銅製の剃刀が発見された。
砥石や革砥で研いで使う伝統的な剃刀には、折り畳み式の西洋剃刀と日本剃刀がある。現在見るような西洋剃刀は18世紀にイギリスのシェフィールドで、鋳鋼を大量生産する方法が発明されて、のちに一般に普及した。剃刀の砥ぎには目の細かい良質な砥石が必要で、使用にもある程度の習熟が必要なため、現在では一般的に用いられることが少なくなった。
以前には伝統的な日本剃刀は兵庫県三木市などで盛んに生産されたが、替刃式剃刀に取って代わられ、昭和末頃には製作者も減り一時はほとんど生産されなくなった。だが肌あたりが柔らかく、かつ鋭い切れ味は現在再び見直されている。
海外の一部では直刃の剃刀による髭剃りは趣味の一分野として成立しており、愛好家の集団がインターネットで情報を交換したり、また剃刀のビンテージ品の個人売買などを行っている。

## 化粧用剃刀
家庭で用いられる化粧用の剃刀は、非常に薄い鋼製の刃を2つ折りにした鉄板のホルダーで挟んだ構造のものである。顔などの産毛を剃るために用いられる。刃渡り5cmくらいのもののほか、眉毛などを剃り易いように刃渡りを短くしたものがある。安価なため、カッターナイフが普及する以前はその代用として鉛筆を削るためなどにも用いられることがあった。刃が使い捨てのものは、交換用の替刃も市販されている。

## 安全剃刀

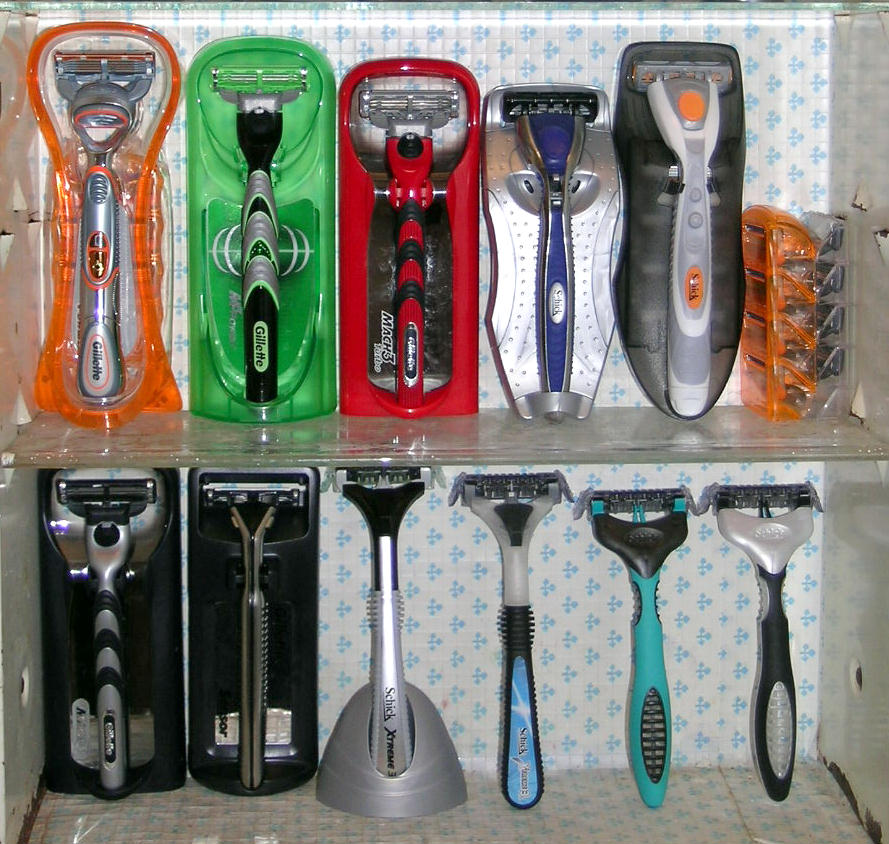
カートリッジ式の安全カミソリ
（21世紀初頭）

刃を安全な角度で固定し、皮膚に食い込まないようにした剃刀が安全剃刀である。
多くはT字型でありT字の上の辺に刃が付いて縦の辺が持ち手になっており、このため「T字カミソリ」、「T型カミソリ」（丁字型とも）と呼ばれることがある。
女性が肌を露出する部分の毛（ムダ毛）を除去するためのもの、男性が髭を剃るために用いるもの、男性・女性ともに髪を剃るためのものなどがある。また、スキンヘッド（海外では剃った頭を意味する「シェイブドヘッド」と呼ばれることもある）の手入れにも用いられる。
刃としては、非常に薄い鋼製の刃が用いられる。安全剃刀は刃をプラスチックの柄と一体化させた使い捨てのもの、刃をプラスチックで固定した物（替え刃）を柄に取り付けるもの、刃のみを柄に固定するものがあるが刃の使い捨てを意識した製品がほとんどである。
現在、主流なのは刃と柄を一体化させたものと刃をプラスチックで固定した替え刃のものでありこのなかでも複数の刃を重ね合わせることで切れ味を向上させた製品が主流である（2枚刃〜6枚刃）。これらにはスムーサー（またはスムーザー）と呼ばれる水溶性樹脂や、ローラーが刃の近くについているものがある。
刃のみを柄に固定するものにはこれらは付いていないが、刃を柄に固定する部分を挟んで反対側も刃になっている両刃の物がある。
刃の枚数が多いと負荷が分散されるため結果的に肌には優しくなるが、切れ味が良くなるということはない。また刃の枚数が多いほどヘッドが大きくなり、細かい操作が難しくなる。切れ味が悪いからといって力任せに剃ってしまうと、皮膚の表面が削れてしまうことで痛みを伴う剃刀負けをおこしたり皮膚を切ってかさぶたが出来るために埋没毛になる可能性も高くなる。また、使用時にはシェービングクリームや石鹸などを髪や地肌皮膚に塗って滑りを良くしてから用いるのが普通である。
安全と名はついているものの刃に平行の方向に動かせば皮膚が切れてしまうので、それを防ぐために刃の表面に保護用のワイヤーを取り付けた製品もある。最近は電動式安全剃刀もある。これは電池を動力に極小モーターで刃を振動させ、髭をそる方式である。
なお安全締具の間にごく薄い鋼の刃を挟む現在の安全剃刀は1895年にキング・キャンプ・ジレットが考案し、その後の改良を経て1903年から発売されている。

## 電気シェーバー

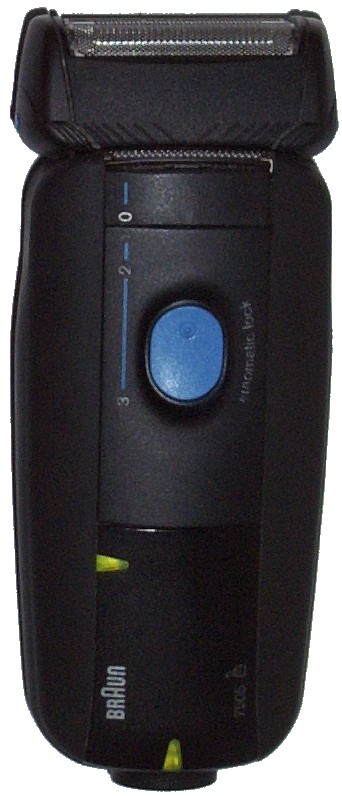
ブラウン製の電気シェーバー

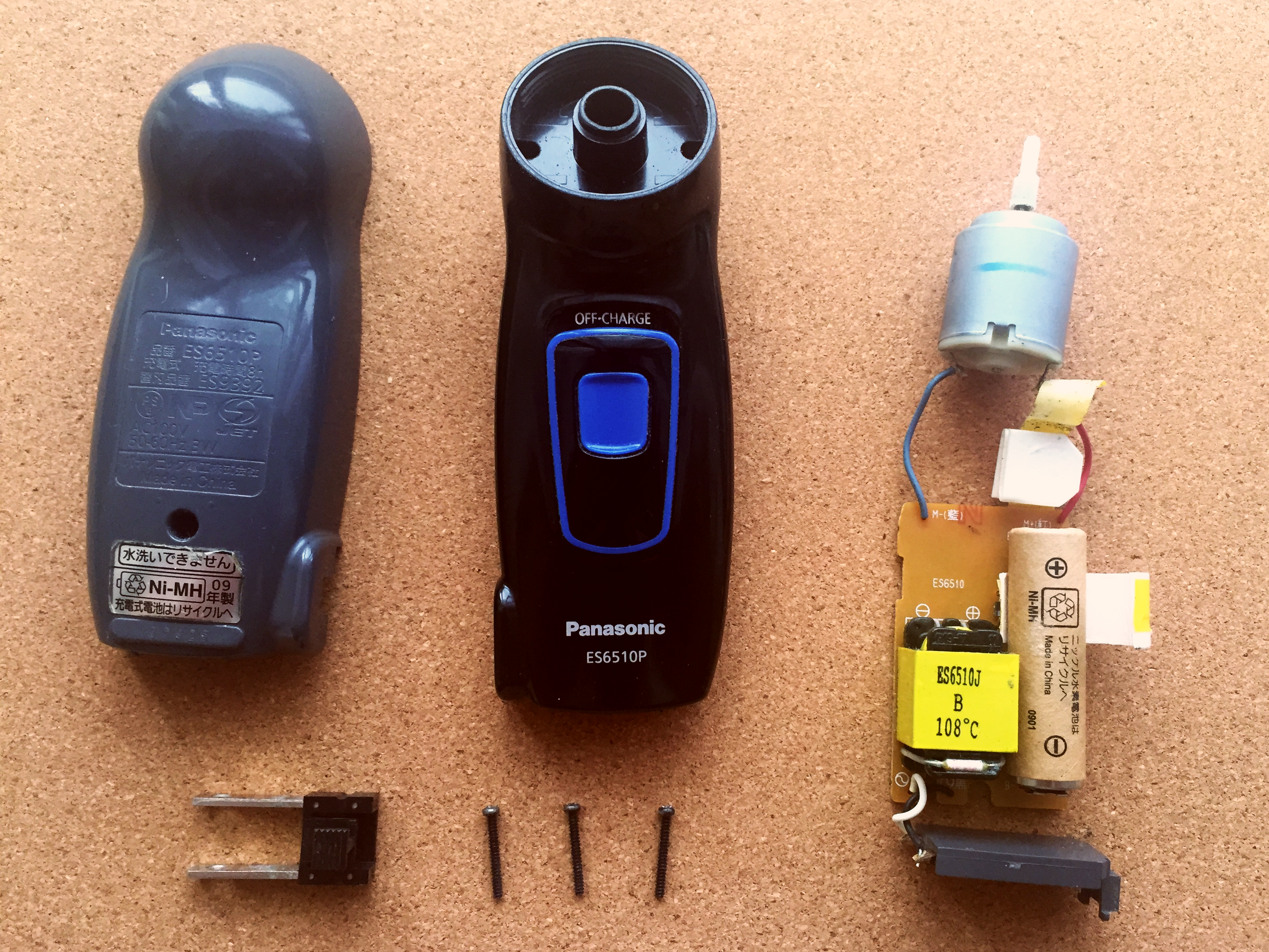
パナソニック製の回転式電気シェーバー（充電式）を分解したもの

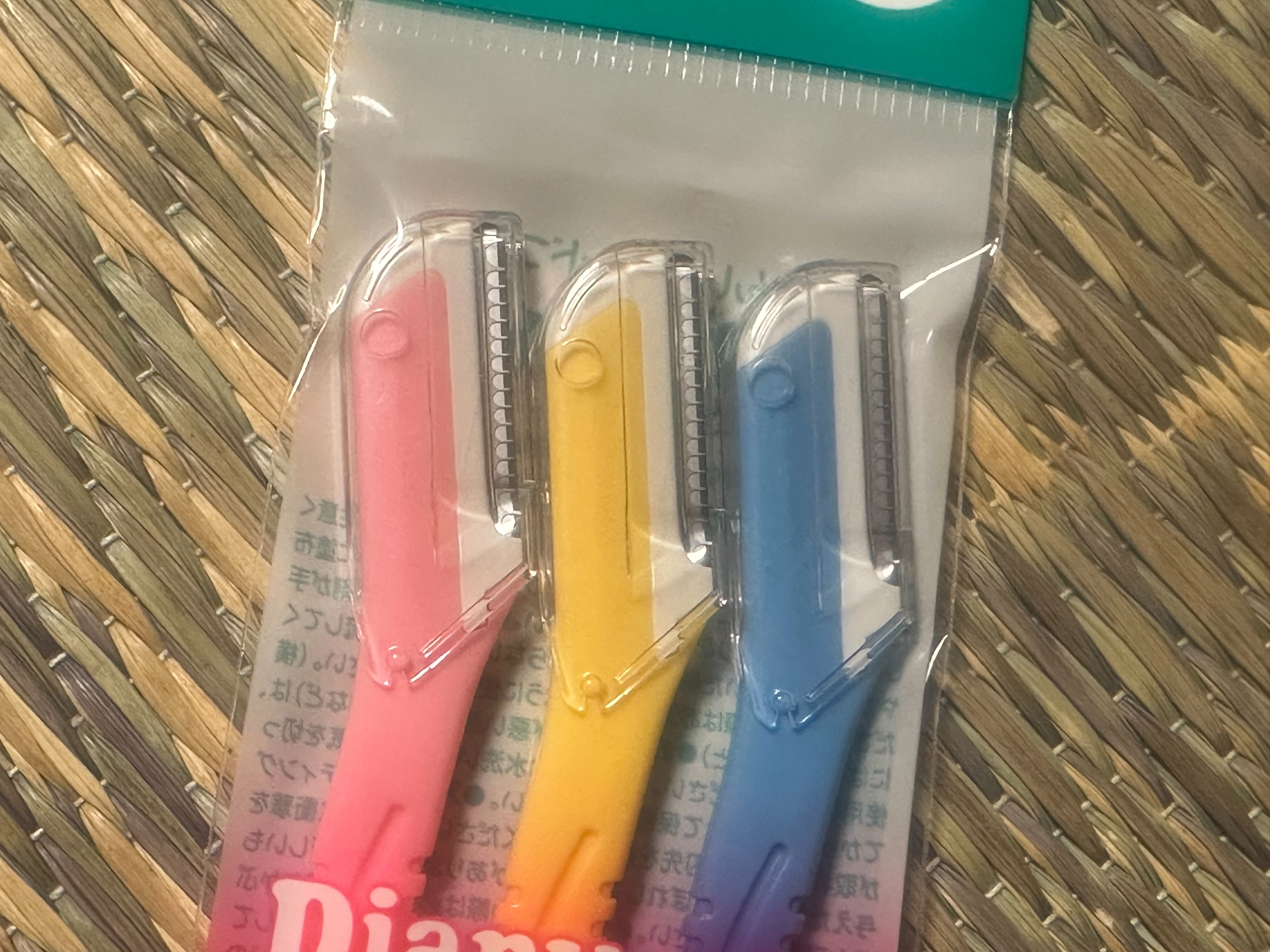
眉毛カミソリ

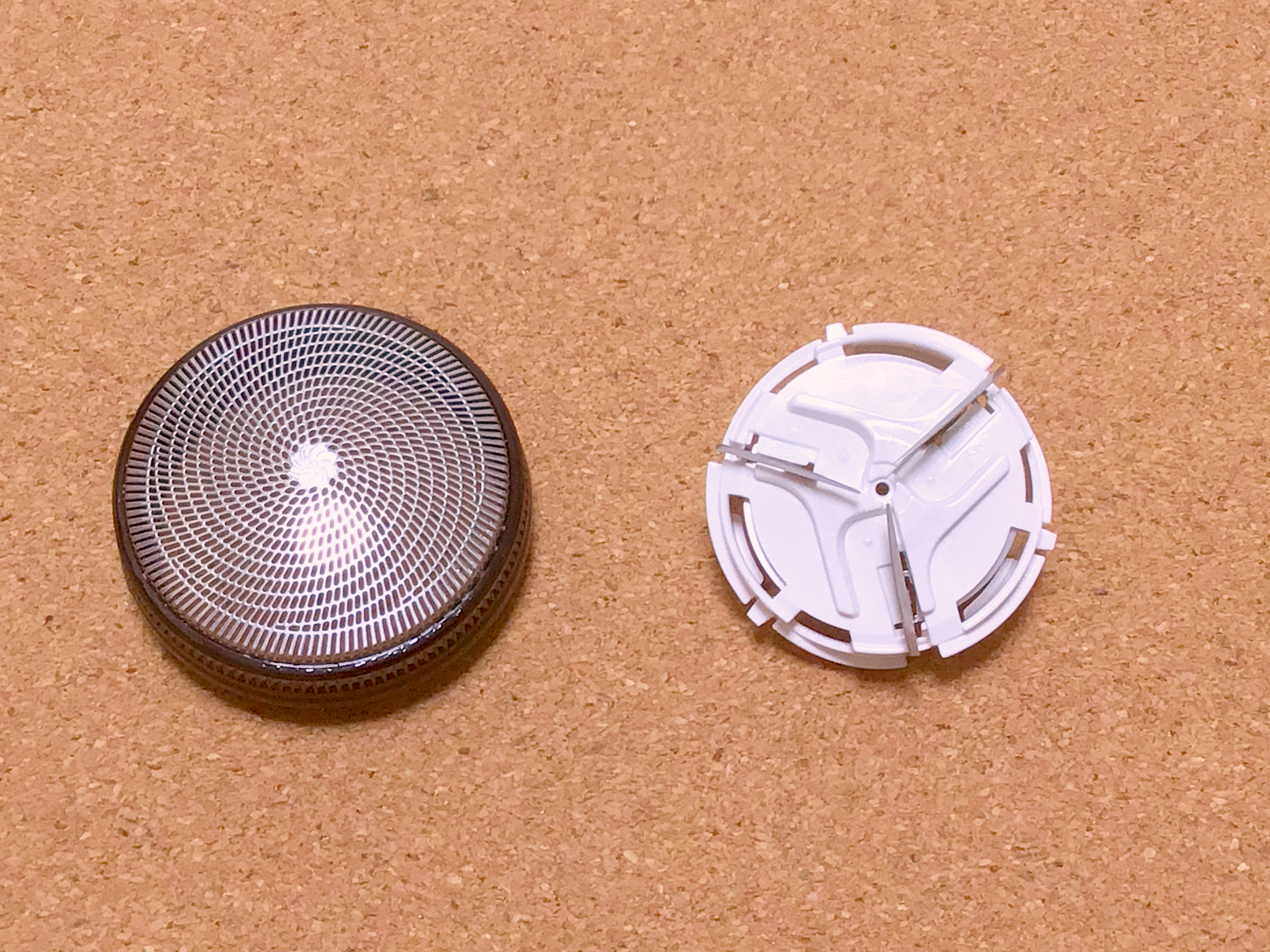
回転式電気シェーバーの外刃（左）と内刃（右）

電気シェーバーは、皮膚と接触する外刃と内部でモーターの動力により動作する内刃で髭や体毛を剃る。日本では「電気かみそり」として家庭用品品質表示法の適用対象となっており電気機械器具品質表示規程に定めがある。
髭用のシェーバーの外刃は無数の小さな穴の開いた金属板（カバー部分と一体化したもの）で、皮膚と接触させる。外刃の内側の内刃で、金属板の穴の隙間からはみ出した髭を切る。その際、髭を少し皮膚から引っ張り出すような状態になるため皮膚の毛穴から毛先が飛び出すことが少なく剃り跡が滑らかになる。髭が長い場合には毛先が金属板の穴にうまく通らず、剃り残しを生ずるため不向きである。
外刃を皮膚に対して直角にして軽く当て、回転式シェーバーの場合はゆっくりと円を描くように動かし、往復式・ロータリー式シェーバーの場合はゆっくりと直線を描くように往復すると、効果的に剃ることができる。なお外刃を皮膚に強く押しつけると、外刃を破損させたり、むき出しになった内刃で肌を傷つけることがある。
通常の使用時には皮膚に何も塗布しないか、肌荒れを防ぐためにプレシェーブローションを塗る程度である。そのため、水が使えない場所でも簡単に用いることができる。電気シェーバーの発明者ジェイコブ・シック（1877年9月16日 - 1937年7月3日 安全剃刀メーカーのシックの創業者）はアメリカ陸軍の軍人であったが、ある時、アラスカに配属されることとなった。冬のアラスカでは水が凍ってしまい、髭を剃ることができないため、水を使わずに髭を剃る方法を1921年に考え出した。
1923年11月6日には特許が認められた。
電気シェーバーには、大きく分けて「回転式」「往復式」「ロータリー式」の3種類がある。また、電源方式には「乾電池式」「充電式」「交流式」があり、日本では電気機械器具品質表示規程により電源方式の表示義務がある。
洗浄については、内刃と外刃をはずしブラシで毛をかき出すのが一般式。モーターなどを搭載しているため水に弱いが水洗いをすることを売りにしている製品もある。また上級機種では充電器を兼ねた洗浄機が付属しており、本体を入れてボタンを押すと洗浄・乾燥・充電を一度に行う機種がある。
体毛用のシェーバーも構造はほぼ同じだが、「深剃りしないため皮膚を痛めない」ことを売りにするなど、髭用のシェーバーとは需要が異なる。また、鼻毛用や眉毛用などのシェーバーもある。

### 広告
朝の出勤途中の人が使用した電気シェーバ内の剃れた髭を見せられ、出勤前に剃ったばかりなのにこんなに剃れたのは深く剃れるからだという広告（ブラウンのテレビCM「モーニング・レポート」）があった。髭は、朝方に最も伸びるといわれている。また、髭に見立てた金属を剃って鋭さを謳う広告がある（日立ロータリーシェーバー）。肌が乾いている時の髭は、同じ太さの銅線と同程度の硬さと強さがあるため。

## 文化

### 比喩
頭の切れる人物のことを「カミソリ○○」などと渾名することがある（例：カミソリ東條）。切れ味のある棋風で「カミソリ流」など（将棋棋士：勝浦修）。また、プロ野球大洋ホエールズに所属した投手平松政次の代名詞であるシュートは切れ味が鋭いことからカミソリシュート、カミソリ平松と呼ばれる。
「カミソリの入った手紙」は抗議としてよく知られる他実際に使われていたとされるが、受け手側の手に傷をつけることは難しいとされる。危険は伴うが届くまでの郵便配達員にとっても同じであり、事前に気づかれる可能性は高い。
また哲学などにおける判断基準を、剃刀で切り分けることに喩えて剃刀（英語「Razor」の訳）ということがある。オッカムの剃刀、ハンロンの剃刀など。

### 逸話
- 日本浄土宗祖法然の母は剃刀を呑む夢を見て懐妊した（『法然上人行状絵図』第1巻）[8]。
- 徳川斉昭は徳川慶喜の寝相が悪かったため、矯正のため、枕の両側に剃刀を置いた（#人物伝、#幼年時代）。

## 主なメーカー

### 安全剃刀・化粧用剃刀

#### 日本製
- 日本利器工業 - 片刃も販売 1867年創業
- 貝印 - 1908年創業
- フェザー安全剃刀 - 片刃も販売 1932年創業
- ニッケンかみそり - 1946年創業

#### 海外製
- アストラ - 替刃のみ
- Weishi
- ASR
- ウィルキンソン・ソード
- Crystal
- Goldcow
- シャーク - 替刃のみ
- Shaving Factory
- ジレット
- シック
- gem
- ダービー - 替刃のみ
- ツヴィリング・J.A.・ヘンケルス
- Treet
- Dinosaur
- ドルコ
- Parker
- parker-shark
- Panda
- ビック
- ミューレ
- メルクール - 片刃も販売

### 電気シェーバー
- パナソニック（旧：松下電工・パナソニック電工・三洋電機。電気シェーバー国内シェアトップ）
- マクセルイズミ（セイコーから事業譲渡。旧：泉精器製作所）
- 日立製作所（マクセルイズミへ生産移管し、子会社の日立グローバルライフソリューションズより流通。日立ブランドのシェーバーは、一部を除き在庫品限りで販売終了。日立シェーバー用消耗品の供給は継続。日立チェーンストールへはパナソニック・マクセルイズミ・ブラウン製品を供給）
- ヤーマン
- 山善
- フィリップス（オランダ）
- ブラウン（ドイツ、現：P&G傘下のブランド）

#### 過去
- 東芝（孫会社の東芝ライフスタイルより流通。2017年限りで撤退し、東芝ブランドのシェーバーは在庫品限りで販売終了。東芝シェーバー用消耗品の供給も終了。東芝ストアーへはパナソニック・マクセルイズミ・ブラウン製品を供給）
- 三洋電機（パナソニックの完全子会社化に伴い、「SANYO」ブランドは親会社「Panasonic」ブランドへ吸収合併。2011年限りで撤退。三洋シェーバー用消耗品の供給は継続）